# Iliczanka
Iliczanka (ukr. Ілічанка, do 2016 Illicziwka, ukr. Іллічівка, ros. Ильичанка, do 2016: Ильичовка) – wieś na Ukrainie, w obwodzie odeskim, w rejonie odeskim. Od południowego zachodu sąsiaduje z Odessą.
W miejscowości znajduje się rzymskokatolicka kaplica parafii Boga Ojca Przedwiecznego w Odessie.